# Anisacanthus boliviensis
Anisacanthus boliviensis là một loài thực vật có hoa trong họ Ô rô. Loài này được (Nees) Wassh. mô tả khoa học đầu tiên năm 1992.